# Alex Horstmann
Alex Horstmann (* 8. Februar 1891 in Cottbus; † 26. Mai 1971 in Görlitz) war ein deutscher Tuchmacher und antifaschistischer Widerstandskämpfer.

## Leben
Er wurde als Sohn eines Tuchmachers 1891 in Cottbus geboren. 1897 zog die Familie Horstmann nach Görlitz um, Alex besuchte hier zunächst die Volksschule, danach wechselte er zur katholischen Schule in Liebenwerda. Da ihm die Atmosphäre an dieser Schule nicht zusagte, verließ er sie 1904 wieder. Er begann eine Tuchmacherlehre in der Görlitzer Tuchfabrik Wolf. Während seiner Lehrzeit besuchte er Abendkurse an der Textilfachschule. Ziel seiner intensiven Weiterbildung war, dass er später als Musterwerber und Musterzeichner arbeiten konnte. 1905 wurde er Mitbegründer einer Arbeiterjugendgruppe in Görlitz. Wie üblich zu dieser Zeit, ging Alex Horstmann nach dem Abschluss seiner Lehrzeit auf Wanderschaft, die ihn in die Städte Bautzen, Chemnitz, Neumünster, Aachen, und Brandenburg an der Havel führten. Während seiner Wanderschaft kam es zu vielfältigen Kontakten mit den Arbeitern in den Industriezentren. Dadurch bildete sich bei dem jungen Alex eine gefestigte politische Grundeinstellung heraus, die sich besonders positiv gegenüber den Textilarbeitern zeigen sollte. 1908 trat Alex Horstmann dem Textilarbeiterverband bei. Am Ende seiner Dienstverpflichtung beim Militär und nach der Ausheilung seiner im Ersten Weltkrieg erlittenen Verwundungen kehrte er nach Görlitz zurück. Da er aber in seiner Heimatstadt keine Arbeit fand, zog er nach Wolfen, wo er im Kunstdüngerwerk von IG-Farben eine Anstellung fand.
Im Januar 1920 trat Alex Horstmann in die KPD ein, das brachte ihm ein, dass er wegen seiner politischen Tätigkeit auf die schwarze Liste gesetzt wurde. Seine Stelle bei IG-Farben verlor er ebenfalls. So begann er mit seiner Tätigkeit in der Tuchfabrik Bautzen. Hier heiratete er die Näherin Marta Kieschnick 1923, mit der er bis 1931 in Bautzen lebte. Von 1924 bis 1931 war er als Stadtverordneter der KPD in Bautzen tätig. 1928 war er inzwischen durch seine Funktion als Stadtverordneter nach Moskau delegiert worden, um dort an der Moskauer Leninschule einen mehrmonatigen Lehrgang zu absolvieren. Von diesem kehrte er 1932 nach Görlitz zurück. Als 1933 die Faschisten die Macht ergriffen, organisierte Alex Horstmann den illegalen Widerstand in Görlitz, bei dem er maßgeblichen Anteil an den Erfolgen hatte. Im April 1933 wurde er verhaftet und im KZ Leschwitz eingekerkert (ab 1936 erhielt dieser Stadtteil von Görlitz den Namen Weinhübel). Paul Schwerin, ein Kampfgefährte von Alex Horstmann, schrieb in seinen Erinnerungen über Alex Horstmann: "Unseren Genossen Alex Horstmann hatten die SA-Banditen in mehreren Nächten so zerschlagen, dass er nur noch ein loses Nervenbündel war und an allen Gliedern zitterte. Er war über Nacht grau geworden." Im Jahre 1934 wurde Alex Horstmann dann wegen Vorbereitung zum Hochverrat zu zwei Jahren Gefängnis verurteilt. Nach der Verbüßung seiner Gefängnisstrafe wurde er 1937 erneut verhaftet, in das KZ Sachsenhausen verschleppt, in welchem er bis 1943 eingekerkert war. Dann war er bis 1945 wieder als Tuchmacher tätig. Nach der endgültigen Zerschlagung des Faschismus durch die Rote Armee in Görlitz, wurde er am 9. Mai 1945 mit drei weiteren Kommunisten, Sozialdemokraten und anderen verdienstvollen Einwohnern aus bürgerlichen Kreisen in die sowjetische Kommandantur bestellt, wo ihm der Stadtkommandant Oberst Nesterow gemäß dem Befehl Nr. 2 die Ernennungsurkunde zum Stadtrat für Gewerbe und Industrie überreicht wurde.
Der Wiederaufbau und das Zustandekommen der Produktion im Waggonbau Görlitz ist ein Verdienst von Alex Horstmann. Nach dem Zusammenschluss der KPD und SPD wurde er Mitglied der SED und war von 1949 bis 1951 als Nachfolger von Arthur Ullrich 1. Sekretär der SED-Kreisleitung Görlitz. Von 1951 bis 1957 war er dann Direktor der Jaquard- und Tischzeugweberei in Eibau. Danach ging er in Rente.
Horstmann gehörte zu den Parteikadern, welche die Entwicklung in der DDR mit kritischen Augen verfolgte. Enttäuscht von diesem Verlauf, zog sich Alex Horstmann von der politischen Aktivität zurück. Dennoch hatte er für die Entwicklung in der Stadt große Leistungen vollbracht. Am 26. Mai 1971 verstarb er in Görlitz.

## Auszeichnungen und Ehrungen
- 1971 Vaterländischer Verdienstorden in Gold[1]
- In der Südstadt der Stadt Görlitz ist eine Straße nach ihm benannt.